# Двойни (Московская область)
Дво́йни — деревня в муниципальном округе Егорьевск Московской области России.

## География
Деревня Двойни расположена в восточной части муниципального округа Егорьевск, примерно в 12 километрах к юго-востоку от города Егорьевск. Высота над уровнем моря 151 метров.

## Название
В письменных источниках деревня упоминается как Микулино (1577 год), Микулинская, а Двойня тож (1627 год), с 1646 года — Двойни. Первое название от имени Микула — народная форма календарного имени Николай, второе название образовалось после слияния с соседней деревней Нефедково.

## История
До отмены крепостного права в России  деревня принадлежала помещицам Новосильцевой и Прасковье Приклонской. После 1861 года деревня вошла в состав Двоенской волости Егорьевского уезда. Приход находился в селе Воронцово.
В 1926 году деревня входила в Двоенский сельсовет Двоенской волости Егорьевского уезда.
До 1994 года Двойни входили в состав Двоенского сельсовета Егорьевского района, в 1994—2004 годы — Двоенского сельского округа, а в 2004—2006 годы — Подрядниковского сельского округа.
До 2015 года входила в состав сельского поселения Юрцовское.
В 2015 году вошла в состав городского округа Егорьевск, образованного в том же году путем упразднения Егорьевского района и объединения всех его поселений в единый городской округ.

## Демография
В 1885 году в деревне проживало 753 человека, в 1905 году — 973 человека (483 мужчины, 490 женщин), в 1926 году — 673 человека (310 мужчин, 363 женщины). По переписи 2002 года — 43 человека (22 мужчины, 21 женщина). Население — 75 человек (2010).
| 1859 | 1868 | 1885 | 1905 | 1926 | 2002 | 2006 |
| ---- | ---- | ---- | ---- | ---- | ---- | ---- |
| 749  | ↘679 | ↗753 | ↗973 | ↘673 | ↘43  | ↗60  |
| 2010 |      |      |      |      |      |      |
| ↗75  |      |      |      |      |      |      |